# Ясюкевич, Станислав
Станислав Ясюкевич (пол. Stanisław Jasiukiewicz; 14 мая 1921, Поставы — 27 июня 1973, Варшава) — польский актёр театра, кино, радио и телевидения.

## Биография
Станислав Ясюкевич родился в Поставах. Окончил среднюю школу на русском языке в Вильнюсе, учился также на Факультете изобразительного искусства в Университете Николая Коперника в Торуне. Актёрское образование получил в Государственной высшей театральной школе (теперь Театральная академия им. А. Зельверовича в Варшаве), которую окончил в 1949 г. Дебютировал в театре в 1946 году в Торуне. Актёр театров в Лодзи, Вроцлаве и Варшаве. Выступал в спектаклях «театра телевидения» в 1956—1973 и «театра Польского радио» в 1963—1970 годах. Умер в Варшаве от рака поджелудочной железы, похоронен на кладбище «Старые Повонзки».

## Избранная фильмография
- 1950 — Непокорённый город / Miasto nieujarzmione — советский солдат
- 1953 — Солдат Победы / Żołnierz Zwycięstwa — советский солдат
- 1953 — Целлюлоза (Дороги жизни) / Celuloza — Болеслав Гомбиньский
- 1954 — Под фригийской звездой / Pod gwiazdą frygijską — Болеслав Гомбиньский
- 1955 — Подгале в огне / Podhale w ogniu — гайдук Йордана
- 1956 — Тень (Кто он?) / Cień — солдат
- 1957 — Сокровище капитана Мартенса / Skarb kapitana Martensa — Гац
- 1958 — Вольный город / Wolne miasto — Конрад Гудерский
- 1959 — Лунатики / Lunatycy — Пётр Новак
- 1960 — Крестоносцы / Krzyżacy — Ульрих фон Юнгинген
- 1961 — Мать Иоанна от ангелов / Matka Joanna od Aniołów — Хшонщевский
- 1966—1970 — Четыре танкиста и собака / Czterej pancerni i pies — Станислав Кос, отец Янека
- 1968 — Графиня Коссель / Hrabina Cosel — Раймунд Заклика
- 1968 — Ставка больше, чем жизнь / Stawka większa niż życie — генерал Пфистер (только в 16-й серии)
- 1970 — Нюрнбергский эпилог / Epilog norymberski — Р.А.Руденко
- 1971 — Как далеко отсюда, как близко / Jak daleko stąd, jak blisko — капитан милиции
- 1973 — В пустыне и джунглях / W pustyni i w puszczy — Владислав Тарковский, отец Стася
- 1974 — Потоп / Potop — Августин Кордецкий

## Признание
- 1959 — Кавалерский крест ордена Возрождения Польши.
- 1967 — Нагрудный знак 1000-летия польского государства.
- 1968 — Заслуженный деятель культуры Польши.